# علی میرشکاری
علی میرشکاری (زاده ۶ اسفند ۱۳۷۵ در بوشهر)بازیکن بوشهری تیم ملی فوتبال ساحلی ایران استکه در پست مدافع بازی می‌کند.
او با تیم فوتبال ساحلی دو بار قهرمان مسابقات جام بین قاره ای که در کشور امارات شده‌است.
میرشکاری هم‌اکنون عضو تیم دریانوردان پارس جنوبی بوشهر است و در این تیم با مسلم مسیگر مهاجم ایرانی نیز هم تیمی است.
میرشکاری در کارنامه خود مقام سومی جام جهانی فوتبال ساحلی ۲۰۱۷ با تیم فوتبال ساحلی را دارد.

## افتخارات
- کسب ۷ مقام قهرمانی در لیگ برتر فوتبال ساحلی ایران
- نایب‌قهرمانی در مسابقات موندیالیتو برزیل
- ۳ قهرمانی در جام بین قاره‌ای فوتبال ساحلی
- ۲ نایب‌قهرمانی در جام بین قاره‌ای فوتبال ساحلی
- ۲ قهرمانی در رقابت‌های جام ملت‌های فوتبال ساحلی آسیا
- آقای گلی در لیگ برتر فوتبال ساحلی ایران